# Баранова-Масалкина, Наталья Ивановна
Ната́лья Ива́новна Бара́нова-Масалкина (род. 25 февраля 1975, Кривошеино, Томская область) — российская спортсменка (лыжные гонки). Чемпион Олимпиады-2006 в Турине. Заслуженный мастер спорта России. Почётный гражданин Томской области (2006).
Тренер — Николай Карпович. Выступала за ВФСО «Динамо». В сборной России с 1998 года, в 2001 году была второй в кубке мира (эстафета 4х5 км), первой в чемпионате России (15 км классическим стилем + гонка преследования). Перед Олимпиадой-2002 в Солт-Лейк-Сити была дисквалифицирована на 2 года за применение допинга. На чемпионате мира 2005 года была второй в 4х5 км и третьей в 30 км классическим стилем. Олимпийская чемпионка 2006 г. в эстафете.
Живёт в Томске. В 1999 году окончила факультет физической культуры Томского государственного педагогического университета, сотрудница ремонтно-механического завода СХК, служит в УВД Томской области, майор полиции, директор Центра олимпийской подготовки по лыжным гонкам им. Натальи Барановой в Томске, доцент кафедры высшего спортивного мастерства Томского государственного педагогического университета. В прессе фамилия часто сокращается — Наталия Баранова.
Замужем, муж Александр, дочери Алёна и Олеся.